# John Womack Jr.
John Womack Jr. (Norman, Oklahoma, 14 de agosto de 1937) es un historiador y economista estadounidense, especializado en historia de Latinoamérica, especialmente en México y específicamente en el periodo de la Revolución mexicana y Emiliano Zapata. Es profesor de Historia Latinoamericana y Economía en la Universidad de Harvard.

## Biografía
Se graduó de Harvard en 1959 y pasó el postgrado en la Universidad de Oxford. En los años 1960 regresa a realizar su doctorado en historia en Harvard y adquiere prestigio internacional con su tesis: Emiliano Zapata y la Revolución en Morelos (1910-1920). Su tesis doctoral lo hizo ganarse un lugar como profesor asistente de historia latinoamericana en su alma mater. Posterior a esto se convirtió en especialista de historia de México, Cuba y Colombia, destacando en la investigación agraria, industrial e historia laboral.
El 20 de noviembre de 2009, el gobierno de la Ciudad de México, le otorgó la Medalla "1808" en reconocimiento a su trabajo de investigación en México, pero Womack decidió entregar esta medalla al Sindicato Mexicano de Electricistas (SME), una organización con la que dijo que tiene una deuda especial y a la que calificó como "la agrupación gremial más importante y valiente que se haya formado en esta ciudad durante la guerra Revolucionaria del siglo pasado".

## Vida personal
Womack se hizo amigo del cineasta Terrence Malick, también nativo de Oklahoma, cuando ambos eran becarios Rhodes, y apareció en un breve papel en la película de 1973 Badlands, de Malick.
Womack es también el padre de Liza Womack, y el abuelo materno del fallecido cantante y rapero Lil Peep (Gustav Elijah Åhr), Womack apareció en el documental de 2019 de Peep, Everybody's Everything.

## Obras
- Oklahoma’s Green Corn Rebellion: The Importance of Fools. Harvard, tesis sénior. 1959
- Emiliano Zapata y la Revolución en Morelos (1910-1920). Harvard, tesis doctoral. 1966
- Zapata y la Revolución mexicana. 1968
- Zapata y la Revolución mexicana. Vintage. 1969 ISBN 0-394-70853-9.
- Rebelión en Chiapas: una mirada histórica. 1999
- Doing Labor History: Feelings, Work, Material Power. Journal of the Historical Society. 2005
- The Revolution That Wasn't: Mexico, 1910-1920. The New Press. 2011